# Lorne Calvert

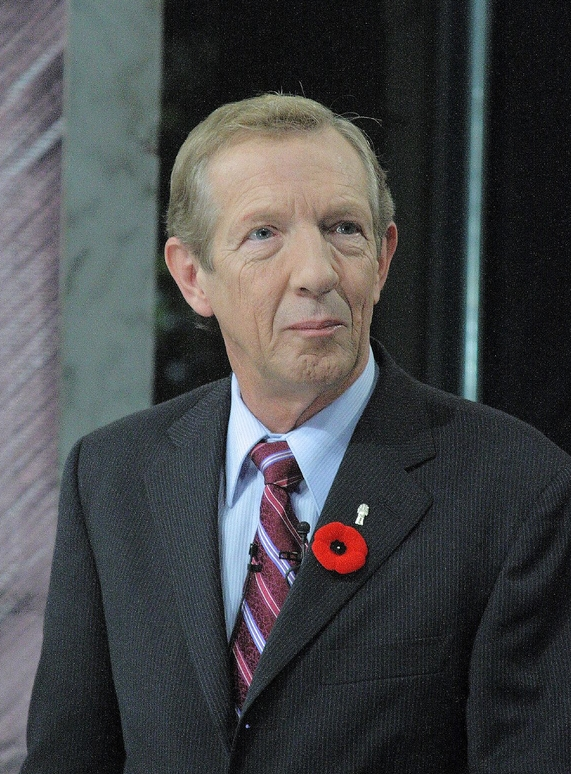
Lorne Calvert (2007)

Lorne Albert Calvert  (* 24. Dezember 1952 in Moose Jaw, Saskatchewan) ist ein kanadischer Politiker und Geistlicher der United Church of Canada. Vom 8. Februar 2001 bis zum 21. November 2007 war er Premierminister der Provinz Saskatchewan. Er ist seit 1986 Abgeordneter in der Legislativversammlung von Saskatchewan und war von 2001 bis 2009 Vorsitzender der Saskatchewan New Democratic Party (NDP), zuletzt als Oppositionsführer.

## Beruf und Provinzpolitik
Calvert wuchs in Moose Jaw auf. Nach der Schulzeit studierte er zunächst Wirtschaftswissenschaft an der University of Saskatchewan, danach Theologie am Seminar des St Andrews College in Saskatoon. Ein Jahr nach der Heirat mit Betty Sluzalo folgte 1976 die Ordination zum Geistlichen der liberal geprägten United Church of Canada. Er führte anschließend Gemeinden in verschiedenen Kleinstädten in Saskatchewan und von 1979 bis 1986 die Zion United Church in Moose Jaw.
Beeinflusst von seinem Vater, der viele Jahre die sozialdemokratische Co-operative Commonwealth Federation unterstützt hatte, trat Calvert der Nachfolgepartei NDP bei. Bei der Wahl zur Legislativversammlung im Jahr 1986 kandidierte er erfolgreich im Wahlkreis Moose Jaw South, wobei er sich vehement gegen den geplanten Bau eines Spielcasinos aussprach. 1991 und 1995 wurde er im Wahlkreis Moose Jaw Wakamow bestätigt. 1992 ernannte ihn Premierminister Roy Romanow zum verantwortlichen Minister für die Staatsunternehmen SaskPower and SaskEnergy, 1995 zum Gesundheitsminister.

## Premierminister
Zur Wahl im Jahr 1999 trat Calvert nicht an, da er sich eine zweijährige Auszeit nahm, um mehr Zeit mit seiner Familie zu verbringen. Am 27. Januar 2001 wurde er zum neuen Vorsitzenden der NDP gewählt, am 8. Februar übernahm er vom zurücktretenden Romanow das Amt des Regierungschefs. Einen Monat später gewann er die Nachwahl in Romanows früheren Wahlkreis Saskatoon Riversdale. Da die NDP nicht über die absolute Mehrheit der Sitze verfügte, führte er eine Koalitionsregierung mit der Saskatchewan Liberal Party.
Bei der Wahl im November 2003 konnte die NDP einen Sitz zulegen und verfügte nun mit 30 von 58 Sitzen über eine äußerst knappe absolute Mehrheit. Calvert führte Romanows Kurs fort, positionierte die NDP weiterhin in der Mitte des politischen Spektrums und betrieb eine vorsichtige Fiskalpolitik. Die oppositionelle Saskatchewan Party, die zuvor einen eher konservativen Kurs verfolgt hatte, bewegte sich nun ebenfalls zur Mitte hin und konnte die NDP in Meinungsumfragen vor allem in ländlichen Gebieten hinter sich lassen.

## Weitere Tätigkeiten
Am 7. November 2007 verlor die NDP bei der Wahl mehr als 7 % Wähleranteil. Calvert trat zwei Wochen später als Regierungschef zurück und übergab das Amt an Brad Wall. Die föderale Neue Demokratische Partei fragte Calvert an, ob er bei der Unterhauswahl 2008 kandidieren werde. Dieser lehnte jedoch das Angebot ab, versprach aber, sich im Wahlkampf zu engagieren. Am 16. Oktober 2008 gab er seinen bevorstehenden Rücktritt als Vorsitzender der NDP Saskatchewans bekannt. Zu seinem Nachfolger wurde am 6. Juni 2009 Dwain Lingenfelter gewählt.